# Gramsh

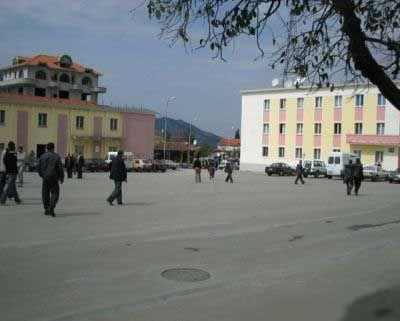
Torg i centrala Gramsh.

Gramsh (albanska: Gramsh med böjningsformen Gramshi) är en ort och kommun i prefekturen Elbasan i Albanien. Den nuvarande kommunen bildades 2015 genom sammanslagningen av kommunerna Gramsh, Kodovjat, Kukur, Kushova, Lenie, Pishaj, Poroçan, Skënderbegas, Sult och Tunja. Kommunen hade 24 231 invånare (2011) på en yta av 739,22 km². Den tidigare kommunen hade 8 440 invånare (2011).